# آق چای وسطی
آق چای وسطی یک روستا در ایران است که در دهستان یورتچی شرقی واقع شده‌است. آق چای وسطی ۱۰ نفر جمعیت دارد.